# سودابه باقرپور

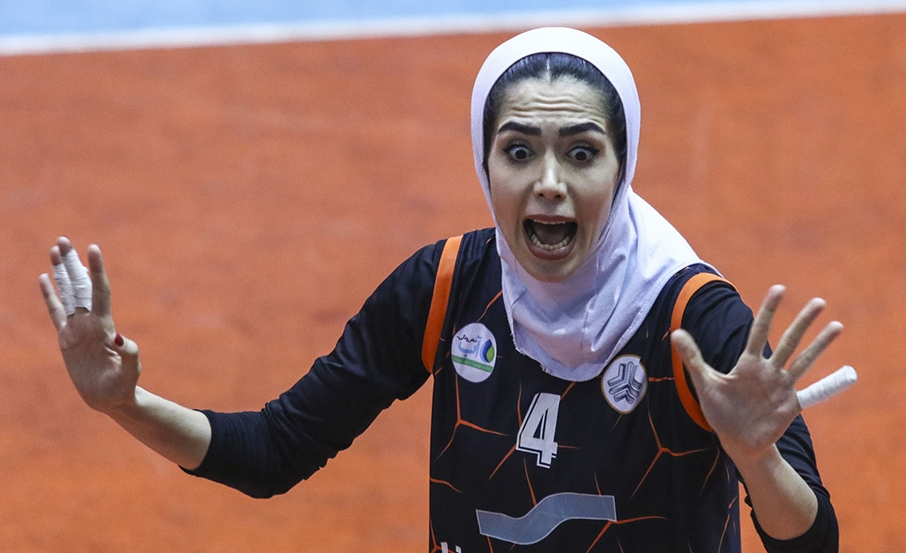
سودابه باقرپور در لیگ ۱۳۹۸ در لباس تیم سایپا و در بازی مقابل باریج اسانس

سودابه باقرپور(زاده ۲۵ شهریور ۱۳۶۹ در بابل) بازیکن تیم ملی والیبال بانوان ایران است که در مقدماتی قهرمانی جهان در آسیای مرکزی به همراه فرنوش شیخی عنوان بهترین مدافع روی تور را به دست آورد. وی سابقه بازی در تیم‌های دانشگاه آزاد و پیکان تهران و همچنین نایب قهرمانی در لیگ برتر ایران را نیز دارد.
وی در سال ۱۴۰۰ با عقد قراردادی به تیم نواگوریکا اسلوونی پیوست. 

## افتخارات ورزشی
لیگ برتر والیبال کشور:
- دومی: لیگ ۱۳۹۷ (به همراه پیکان تهران)[۴][۵][۶]

قهرمان لیگ  به همراه تیم سایپا
انتخاب شدن به عنوان بهترین سرعتی